# Alexandra Bell
Alexandra Bell (* 4. November 1992 in Leeds) ist eine britische Leichtathletin, die sich auf den 800-Meter-Lauf spezialisiert hat.

## Sportliche Laufbahn
Erste internationale Erfahrungen sammelte Alexandra Bell bei den Commonwealth Games 2018 im australischen Gold Coast, bei denen sie in 2:00,83 min den fünften Platz belegte. Mit ihren Leistungen qualifizierte sie sich auch für die Europameisterschaften in Berlin, wurde aber aufgrund der hohen Leistungsdichte in der britischen Mannschaft nicht berücksichtigt. Bei den Crosslauf-Europameisterschaften in Tilburg belegte sie in 16:24 min den vierten Platz in der Mixed-Staffel. Im Jahr darauf gelangte sie bei den Weltmeisterschaften in Doha bis ins Halbfinale und schied dort mit 2:01,23 min aus. Zudem siegte sie im Dezember in 17:55 min in der Mixed-Staffel bei den Crosslauf-Europameisterschaften in Lissabon. 2021 erreichte sie bei den Olympischen Spielen in Tokio das Finale und belegte dort mit persönlicher Bestleistung von 1:57,66 min den siebten Platz. Im Dezember verteidigte sie dann bei den Crosslauf-Europameisterschaften in Dublin in 18:01 min ihren Titel in der Mixed-Staffel.
2022 erreichte sie bei den Weltmeisterschaften in Eugene bis ins Halbfinale über 800 Meter und schied dort mit 2:00,82 min aus, ehe sie bei den Commonwealth Games in Birmingham in 2:00,52 min den sechsten Platz belegte. Kurz darauf wurde sie auch bei den Europameisterschaften in München in 2:00,68 min Sechste. Im Jahr darauf gelangte sie bei den Crosslauf-Weltmeisterschaften 2023 in Bathurst mit 24:39 min auf den sechsten Platz in der Mixed-Staffel und 2024 schied sie bei den Europameisterschaften in Rom mit 2:00,57 min im Halbfinale über 800 Meter aus.

## Persönliche Bestleistungen
- 800 Meter: 1:57,66 min, 3. August 2021 in Tokio
  - 800 Meter (Halle): 2:12,15 min, 26. Februar 2011 in Birmingham
- 1500 Meter: 4:07,06 min, 12. September 2021 in Berlin